# Helina crepedoseta
Helina crepedoseta är en tvåvingeart som beskrevs av John Otterbein Snyder 1940. Helina crepedoseta ingår i släktet Helina och familjen husflugor. Inga underarter finns listade i Catalogue of Life.